# نهر ميرو
نهر ميرو(بالإنجليزية: Meroo River)‏: هو نهر يوجد بوسط غرب ولاية نيوساوث ويلز بأستراليا، وهو يكون جزءا من نهر ماكواري ضمن حوض موراي دارلينغ.
مترجم من Meroo River